# Shamrock Rovers Football Club
Vous lisez un « bon article » labellisé en 2009.
Pour les articles homonymes, voir Shamrock.
Maillots
Actualités
Le Shamrock Rovers Football Club (en irlandais : Cumann Peile Ruagairí na Seamróige) est un club irlandais de football basé à Dublin. Il joue dans le championnat d'Irlande et est le club irlandais le plus titré avec 21 titres de champion et 25 Coupes d'Irlande. Les Shamrock Rovers ont donné plus de joueurs à l'équipe nationale qu'aucun autre club, soixante-deux au total.
Le club des Shamrock Rovers est fondé à Ringsend, un quartier de Dublin, en 1901. Ils remportent leur premier championnat d'Irlande en 1922-1923 dès leur première participation. Pendant les années 1950, le club remporte trois championnats d'affilée et devient le tout premier club irlandais à disputer une compétition européenne en 1958. La décennie suivante est marquée par six victoires consécutives en Coupe d'Irlande. En 1967, le club passe l'année aux États-Unis et participe, en représentant la ville de Boston sous les couleurs des Boston Rovers, à la création de la United Soccer Association, un ancien championnat professionnel regroupant des équipes américaines et canadiennes. Les années 1980 sont la dernière période faste du club avec quatre victoires consécutives en championnat de 1984 à 1987.
Le club joue à Glenmalure Park, dans le quartier de Milltown, de 1926 à 1987, date à laquelle les propriétaires du club vendent le terrain à des investisseurs immobiliers. Les Shamrock Rovers passent vingt-deux années sans domicile fixe, dans différents stades de Dublin et même parfois d'autres villes d'Irlande. Ils déménagent définitivement au Tallaght Stadium pour le début de la saison 2009 après plusieurs années de reports et de disputes légales qui ont failli causer la perte définitive du club, sauvé en fin de compte par ses supporters.
Les Shamrock Rovers arborent une tenue rayée verticalement verte et blanche jusqu'en 1926 quand ils adoptent les anneaux verts encore présents aujourd'hui. Sur le blason du club figurent un ballon de football et un shamrock, ce trèfle symbole de l'Irlande. Les Shamrock Rovers sont généralement suivis par de très nombreux supporters et entretiennent une grande rivalité avec un autre club de Dublin, le Bohemian FC.

## Histoire

### Les premières années
Les conditions de la fondation du club ne sont pas formellement établies. Aucun document officiel n’existe sur l’événement. La plus ancienne mention connue du club dans les archives de la presse à la Bibliothèque nationale d'Irlande date de 1901, et un article figurant dans un programme édité par le club le 28 décembre 1941 affirme que le club est créé cette année-là. Les deux certitudes à propos des origines du club et de l'année 1901 sont que les Rovers n'ont joué que des matchs amicaux pendant les deux premières années et qu'il est enregistré auprès de la Leinster Football Association en 1901. Le litige quant à la date d'origine porte essentiellement sur les deux années de matchs amicaux : ont-ils eu lieu avant ou après l'enregistrement auprès de la Leinster Football Association ? Pendant les années 1970 et 1980, la date de 1899 figure sur les portes de Glenmalure Park, mais à partir des années 1990, la date de 1901 est adoptée comme date fondatrice par les différents propriétaires du club qui se sont succédé depuis.
Les Shamrock Rovers sont créés à Ringsend, un quartier du sud de Dublin.
Le nom du club fait référence au  trèfle shamrock, un des symboles nationaux irlandais, et provient directement de Shamrock Avenue dans Ringsend, où se trouvent les premiers bureaux du club. En 1906, après quelques années d’existence, le club informe la Leinster Junior League qu'il est incapable de proposer un terrain fixe pour les matchs joués à domicile et se retire de toutes les compétitions. En 1914, le club ressuscite et joue ses matchs à Ringsend Park, mais, deux ans plus tard, le terrain devient inutilisable. Le club se dissout de nouveau et pendant les cinq années suivantes ne joue que des matchs amicaux.
En 1921, les Shamrock Rovers renaissent et s'inscrivent dans la Leinster Senior League. Ils se hissent en finale de la toute première Coupe d'Irlande de football, finale qu'ils perdent contre Saint James's Gate FC, le champion d'Irlande, lors d'un match entaché d'actes de violence dans les tribunes du stade,. L'année suivante, le club s'engage dans le Championnat d'Irlande de football et le remporte dès sa première saison dans l’élite. Les Rovers terminent la saison invaincus en 21 matchs et en ayant marqué 77 buts.
En 1924, la vedette des premières années du championnat irlandais, Bob Fullam, revient aux Rovers après un passage en championnat anglais à Leeds United et forme avec John Joe Flood, John Kruge Fagan et Billy Juicy Farrell, une ligne d'attaque appelée les « Quatre F » (Four Fs). À la fin des cinq premières années de présence dans le championnat irlandais, les Rovers présentent un bilan de trois titres de champion et d'une coupe d'Irlande. Pendant les années 1930, le club s'empare de trois nouveaux titres de champion et de cinq coupes d'Irlande avec des internationaux irlandais comme Paddy Moore et Jimmy Dunne qui jouent des rôles importants dans l’équipe, devant des foules de près de 30 000 personnes au stade de Miltown.
En 1949, les Rovers sont le club irlandais le plus titré. À cette date il détient déjà quarante-quatre trophées : six championnats d'Irlande, onze coupes d'Irlande, sept boucliers de la ligue d’Irlande, six coupes du Leinster, deux coupes de Dublin, quatre Coupes intercités et huit coupes du Président.
En novembre 1949, après le décès de Jimmy Dunne, Paddy Coad accepte à contrecœur le poste d'entraîneur-joueur des Rovers après avoir joué pour le club lors des huit années précédentes et être devenu un des meilleurs joueurs du championnat. Coad opte pour une politique radicale de promotion des jeunes du club. Il met en place des méthodes d'entraînement révolutionnaires, mettant l'accent sur le jeu de passes et va petit à petit transformer la façon de jouer en Irlande. En 1954, le club gagne le championnat pour la première fois en quinze ans avec à sa tête Paddy Ambrose qui termine l'année avec le titre de meilleur buteur. Avec l'aide de joueurs comme Liam Tuohy et Coad lui-même, les Rovers gagnent deux nouveaux championnats et deux coupes d'Irlande avant la fin de la décennie. Les « revolvers de Coad » (les « Coad's Colts ») sont alors considérés comme la meilleure équipe de l’âge d’or du championnat irlandais.

### Six à la suite
Après le départ de Coad en 1960 et une saison en demi-teinte sous la direction d’Albie Murphy, Seán Thomas devient le nouveau manager du club et entreprend de reconstruire l’équipe des Rovers qui s’est essoufflée après la fin de la période Coad. Paddy Ambrose et Ronnie Nolan restent au club, qui recrute rapidement plusieurs joueurs, notamment des internationaux irlandais comme Frank O'Neill et Johnny Fullam. Grâce à la décision de Liam Tuohy de revenir au club pour en prendre le capitanat après quatre années passées à Newcastle United, Sean Thomas termine son recrutement par un coup d’éclat.
Le club remporte toutes les compétitions nationales mises en jeu lors de la saison 1963-1964. En Coupe des villes de foires 1963-1964, les Rovers sont éliminés de justesse par le club espagnol de Valence CF, futur finaliste de l’épreuve. Malgré ces bons résultats, Thomas quitte le club à la fin de la saison à la suite d'une dispute avec les Cunningham, propriétaires du club, sur la composition de l’équipe. Liam Tuhoy le remplace en tant qu’entraîneur-joueur et entraîne le club dans une succession de victoires sans précédent, avec six coupes d’Irlande successives. Un des points d'orgue de cette période est une victoire 3 buts à 0 en 1968 contre Waterford United, le champion en titre cette année-là, devant 40 000 spectateurs amassés à Dalymount Park,.
La saison suivante voit le joueur des Shamrock Rovers Mick Leech marquer 56 buts pour le club. C’est le plus grand nombre de buts marqués pour le club en une saison.

### Le déclin
La défaite des Rovers contre Shelbourne FC au premier tour de la Coupe d'Irlande 1970 est leur première défaite dans cette compétition en trente-deux matchs disputés sur sept années consécutives. Elle marque le début d'un long déclin pour le club tant sur le terrain qu'en dehors. Le championnat 1971 est perdu après un match d'appui contre Cork Hibernians dans des circonstances controversées. Le 25 avril 1971, les Rovers rencontrent les Cork Hibernians à Dalymount rempli de 28 000 spectateurs. L'avant match des Rovers est troublé par une polémique entre les joueurs et les propriétaires du club à propos des primes de victoire. Les Hibernians remportent le match et le titre par la même occasion sur le score de 3 buts à 1 et la saison suivante la famille Cunningham vend le club à trois frères originaires de Dublin : Paddy, Barton et Louis Kilcoyne. Les Kilcoyne, qui ont repris le club essentiellement pour des raisons financières, sont les témoins de la fuite des spectateurs des stades de football en Irlande, et les Shamrocks Rovers, qui attirent auparavant une foule très nombreuse, en sont parmi les premières victimes. En à peine cinq années, les foules qui remplissent les stades disparaissent, des clubs aussi importants que Cork Hibernians et Drumcondra FC sont dissous. Les clubs survivants entrent dans une période de fortes difficultés financières. Le championnat, sans aide de la part de la fédération, plonge dans un déclin drastique. Pour faire face aux difficultés économiques résultant de la désertion des stades, les Kilcoynes décident de vendre les meilleurs éléments de l'équipe et de les remplacer par de jeunes joueurs. Pendant une tournée au Japon en 1975, l'équipe composée de jeunes joueurs bat l'équipe du Japon de football 3 buts à 2 au stade olympique de Tōkyō devant 60 000 spectateurs,. Mais cette victoire est le seul exploit de la saison, le club termine le championnat à la dernière place ce qui l'oblige à faire une demande de ré-admission dans l'élite irlandaise.
En 1976, Mick Meagan et Theo Dunne démissionnent. Ils sont remplacés par Sean Thomas, l'architecte des six victoires consécutives en Coupe d'Irlande qui, malgré un tout petit budget, arrive à faire re-signer Johnny Fullam et Mick Leech et à prendre John Conway des rivaux de Bohemian FC. Les Rovers terminent la saison 1976-1977 à la onzième place mais remportent pour la toute première fois la Coupe de la Ligue d'Irlande de football en battant les Sligo Rovers grâce au deux cent cinquantième but de Leech. En juillet 1977, le joueur et entraîneur international irlandais Johnny Giles revient à Dublin pour prendre en charge les Shamrock Rovers. Les Kilcoyne lancent un nouveau plan de développement avec comme point d'orgue la révélation de plans pour la construction d'un stade de 50 000 places à Miltown afin d’être capable à terme de pouvoir obtenir des résultats y compris dans les compétitions européennes. Giles obtient la signature des internationaux irlandais Ray Treacy, Eamon Dunphy et Paddy Mulligan pour accompagner et encadrer les jeunes du club. Au terme de sa première saison, les Rovers remportent leur vingt-et-unième Coupe d'Irlande, battant là encore les Sligo Rovers lors d'une finale mouvementée. Mais malgré ce trophée et quelques victoires en coupe d'Europe contre l'APOEL Nicosie et le Fram Reykjavik, l'équipe de Giles n'arrive pas à s'imposer en championnat et ce dernier démissionne le 3 février 1983.

### Quatre à la suite
Pendant l'été 1983, Jim McLaughlin devient le manager des Rovers après une expérience réussie à la tête de Dundalk FC. Louis Kilcoyne dégage des fonds pour McLaughlin qui entreprend immédiatement de vendre ou de pousser vers la sortie toute l’équipe héritée de l’ère Giles, y compris Alan O'Neill, le chouchou des supporters, puis ne gardant en fait que Liam Buckley, Harry Kenny, Alan Campbell et Peter Eccles. À la place, il recrute des joueurs dans les meilleurs clubs irlandais : Jody Byrne et Noel King de Dundalk, Mick Neville de Drogheda, le trio Terry Eviston, Kevin Brady et Liam O'Brien des Bohemians, et Anto Whelan et Neville Steedman de Manchester United et Thurles Town.
Le 1er avril 1984, les Rovers remportent leur premier titre de champion depuis 20 ans. Après ce succès en championnat les deux buteurs du club, Campbell et Buckley sont transférés au Racing de Santander et à KSV Waregem. McLaughlin les remplace par Mick Byrne et Noel Larkin. Ce remplacement s’avère gagnant puisque le club remporte trois autres titres consécutivement et que Byrne termine la saison du quatrième sacre avec le trophée du meilleur buteur du championnat. À la fin de la saison 1986-1987, le milieu de terrain défensif Dermot Keely prend la suite de McLaughlin qui part entraîner le Derry City FC,. Entre août 1983 et avril 1987, les Rovers remportent 77 matchs sur 100 disputés et n’en perdent que 11. Pour la première fois dans l'histoire du championnat irlandais, un club remporte quatre championnats consécutifs. Les Shamrocks sont à l'apogée de leur histoire.

### Les années sans domicile fixe

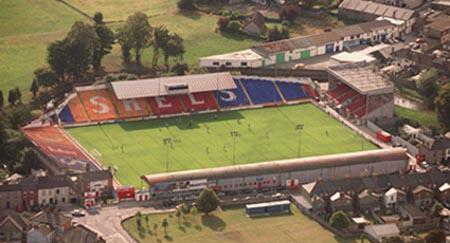
Tolka Park

Un peu après leur 14e succès en championnat, Louis Kilcoyne annonce que la famille Kilcoyne a décidé de vendre Glenmalure Park dont elle vient peu de temps avant de faire l’acquisition. Les Rovers jouent toute la saison 1987-1988 dans un Tolka Park quasiment vide à cause du boycott organisé par les associations de supporters du club et par le KRAM (« Keep Rovers At Milltown ») une association créée pour lutter contre la vente de Glenmalure Park et qui est suivie par une très grande majorité des supporters. Peu de temps après les Kilcoyne, qui ne peuvent plus compter sur les rentrées d’argent de la billetterie du stade, vendent le club à un homme d’affaires dublinois John McNamara. Celui-ci propose très maladroitement l’idée d’un déménagement vers le stade de Dalymount Park, le stade des éternels rivaux des Shamrock, le Bohemian FC. Le KRAM réuni en assemblée générale vote alors pour la prolongation du boycott et contre le déplacement à Dalymount. Les deux motions sont acceptées à la majorité et le club passe les deux années suivantes à Dalymount devant de très petites assistances.

#### La longue route vers Tallaght
À la fin de la saison 1989-1990, le club annonce que les Rovers joueront dorénavant au RDS dans le quartier de Ballsbridge et localisé à mi-chemin entre Ringsend et Milltown. C’est quasiment un retour aux sources du club. Le premier match dans cette nouvelle enceinte se déroule d’ailleurs devant 22 000 personnes. Le club y reste six années au cours desquelles il remporte le titre de champion en 1993-1994. Ray Treacy entraîne une équipe composée entre autres de Paul Osam, Gino Brazil, John Toal, Alan Byrne et Stephen Geoghegan qui termine meilleur buteur du championnat. La saison suivante, un grand nombre de joueurs quittent le club qui, à cause d’un budget revu à la baisse, est obligé de faire confiance aux jeunes. Les Rovers commencent leur saison par une défaite en Coupe d’Europe contre les Polonais du Górnik Zabrze et terminent le championnat petitement, en milieu de classement. La saison 1995-1996 commence aussi mal que la précédente a fini.
À la fin de la saison 1995-1996, John McNamara vend le club à Premier Computers, une société dirigée par Alan McGrath. McGrath révèle immédiatement son projet de construire un stade digne de ce nom à Tallaght, une ville faisant partie de l’agglomération de Dublin et située au sud-ouest de celle-ci. Il nomme Pat Byrne comme directeur commercial du club pour aider le club à réaliser ce projet. Le commencement de la saison est laborieux : après une défaite lors du premier match de la saison, O’Neill est licencié. Eviston quitte lui aussi le club peu de temps après. Byrne est alors nommé manager du club qui joue à Tolka Park. Le club doit lutter toute la saison pour accrocher une cinquième place au classement. Pour ce faire, l'équipe s’appuie beaucoup sur les capacités de buteur de Tony Cousins qui remporte le titre de meilleur buteur de la compétition. En mai 1997, Alan McGrath démissionne de son poste de Président du club. Il est remplacé par Brian Kearney, lui aussi dirigeant de Premier Computers. En janvier 1998, Kearney obtient la garantie de la construction d’un nouveau stade pour le club. Toutefois le projet est reporté jusqu’en novembre. Premier Computers se retire du club et Joe Calwell remplace Kearney. Sur le plan sportif, le club gagne sa place en Coupe Intertoto grâce à une quatrième place lors de la saison 1997-1998. Damien Richardson devient le nouveau manager du club. Il reste en place jusqu’en avril 2002. Pendant cette période, l’équipe joue des matchs à Morton Stadium, le stade de la fédération irlandaise d’athlétisme situé au nord de Dublin.

#### Un club entre la vie et la mort
En 2002, Tony Maguire remplace Colwell à la présidence du club et commence à rechercher de potentiels investisseurs. Pour sa première saison au club, Liam Buckley guide celui-ci vers la finale de la Coupe d'Irlande et obtient une participation à la coupe d'Europe que les Shamrock disputent à Richmond Park, le stade habituel de St. Patrick's Athletic FC,. La saison 2003 est marquée par une aggravation des finances du club. Un accord est même passé avec un éventuel investisseur pour vendre les terrains du club. Face à ces problèmes le South Dublin County Council, après une petite période de flottement, indique clairement son intention de construire le stade en partenariat avec les Shamrocks Rovers. Le club, ne pouvant plus faire face à ses dettes - il est endetté à hauteur de plus de deux millions d'euros - est placé sous tutelle. Pendant cette période, un groupement de supporters, dénommé le Club des 400, accepte de financer complètement le club sauvant ainsi les Rovers de la disparition.

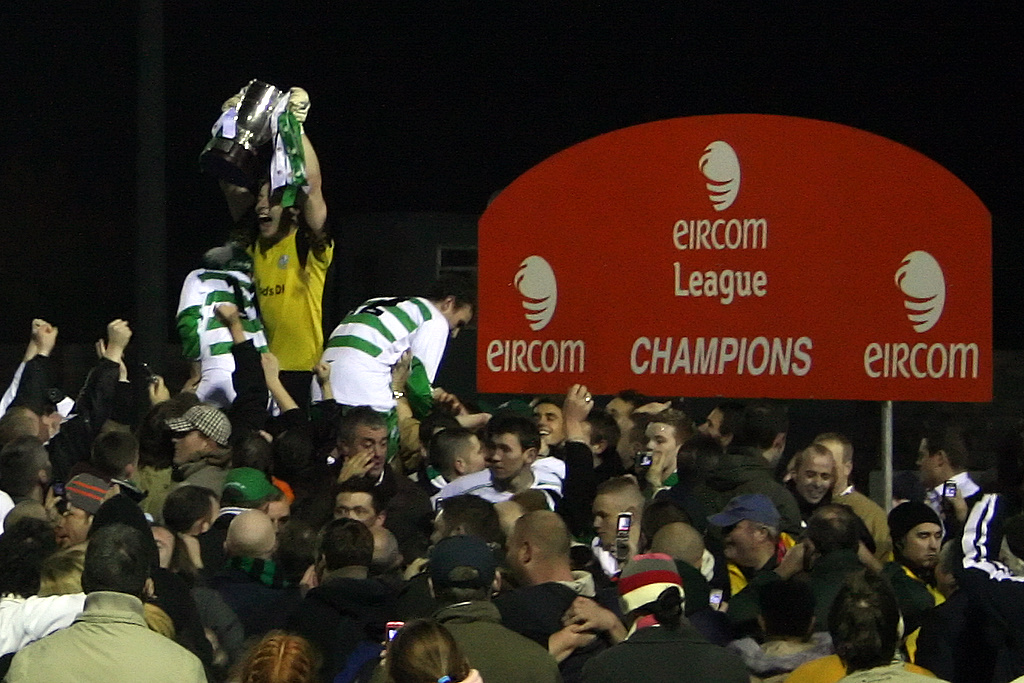
Barry Murphy soulevant le trophée de la First Division en novembre 2006

En raison de ces difficultés financières, le club se voit octroyer huit points de pénalité et termine ainsi à l’avant dernière place du classement du Championnat d'Irlande de football 2005. Les Shamrock Rovers descendent donc pour la toute première fois de leur histoire en deuxième division.

### Retour au sommet
Sous la direction de Pat Scully, l’équipe gagne la First Division dès sa première saison et réintègre la Premier Division aussitôt. Les saisons 2007 et 2008 sont celles de la stabilité. Le club termine successivement aux cinquième et septième places. Mais l'événement majeur de cette période est la reprise des travaux au Tallaght Stadium après deux longues années de débat juridique avec le club de sports gaélique Thomas Davis GAA (en). En effet la promulgation du permis de construire est contestée par cette association qui voulait que le comté construise à la place un stade dédié aux sports gaéliques ou permettant la pratique de ces sports. Thomas Davis lance alors une procédure d'appel devant la Haute Cour de justice irlandaise ce qui bloque le projet. La Haute Cour rend le 14 décembre 2007 un arrêt favorable au South Dublin County Council et aux Shamrock Rovers. À l'orée de la saison 2009, les Shamrock Rovers jouent enfin dans un stade qui leur est propre. Après avoir longtemps concurrencé le Bohemian FC pour le titre de champion d'Irlande, les Rovers ne laissent s'échapper leur grand rival que dans les deux dernières journées pour terminer le championnat 2009 à une belle deuxième place. La saison suivante sera celle de la revanche, les Shamrock sont champions grâce à une différence de buts favorable (+23 contre +21 pour les Bohemians). C'est leur premier titre depuis 16 ans. Le club réitère sa performance lors de la saison 2011 en remportant le titre lors de l'avant-dernière journée, après être resté sur le podium du championnat pendant l'ensemble de la saison souvent à cause de matchs en retard. Dans le même temps, le club est devenu le tout premier club irlandais à atteindre la phase de poule d'une compétition européenne. Après une élimination au troisième tour préliminaire de la Ligue des champions, les Rovers réalisent l'exploit de battre le Partizan Belgrade et accèdent ainsi à la phase de poule de la Ligue Europa 2011-2012 où elle affronte le Rubin Kazan, Tottenham Hotspur et le PAOK Salonique.
2020 marque le retour au sommet des Shamrock Rovers. L'année est perturbée par la pandémie de Covid-19 et le championnat écourté à 18 matchs, mais les Rovers remportent le titre pour la première fois depuis 2011 en terminant invaincus. La saison suivante est celle de la confirmation. Avec un championnat revenu sous une forme plus habituelle les Rovers confirment leur mainmise sur la compétition en conservant leur titre. Ils devancent de dix-huit points leurs poursuivants St. Patrick's Athletic FC et avec 78 points ils battent leur record de points en une seule saison. Ils réussissent aussi à rester invaincus pendant 33 rencontres consécutivement et battent ainsi le record détenu jusqu'alors par Athlone Town en 1980-1981 et par eux-mêmes en 1926-1927.
En août 2022, en n'étant éliminé qu'en barrages pour la Ligue Europa, le club s'assure une place pour la Ligue Europa Conférence (C4) et devient ainsi le premier club irlandais à accéder à cette compétition. C'est la deuxième fois dans l'histoire du club qu'ils accèdent à une phase de poules d'une compétition européenne. Malheureusement, le club termine dernier du groupe F derrière Djurgårdens IF, le KAA Gent et Molde FK avec seulement deux points.
Le 24 octobre 2022 deux journées avant la fin de la compétition, les Shamrock Rovers assurent définitivement un vingtième titre de champion. Avec sept points d'avance et seulement deux matchs à jouer, ils ne peuvent plus être rattrapés. C'est aussi le troisième titre de champion consécutif pour les Hoops.
L'année suivante le club réalise une performance catastrophique en coupe d'Europe, éliminé d'entrée par Breidablik en Ligue des champions, les Rovers sont reversés en Conference League où ils perdent 6-0 en cumulé contre les Hongrois de Ferencváros TC, scellant leur élimination de toutes les compétitions européennes après seulement 4 matchs. En championnat, ils remportent facilement leur quatrième titre consécutif.
L'année 2024 est marquée par des évènements. Les Shamrock Rovers cèdent leur titre de champion au Shelbourne Football Club en terminant à la deuxième place, mais leur parcours en championnat est en tout point exceptionnel. Le club devient le premier club irlandais à sortir d'une phase de poule d'une compétition européenne, la Ligue Conférence en l'occurrence, et à se qualifier pour les seizièmes de finale.

## Bilan sportif

### Palmarès
Le Shamrock Rovers Football Club a le plus beau palmarès des clubs irlandais avec 21 titres de champion et 25 Coupes d'Irlande,. Il possède également le plus grand nombre de victoires (18) dans l'ancienne Coupe de la Ligue d'Irlande, nommée League of Ireland Shield.
| Compétitions irlandaises | |
| - Championnat d'Irlande : 21 (record) - Champion : 1923, 1925, 1927, 1932, 1938, 1939, 1954, 1957, 1959, 1964, 1984, 1985, 1986, 1987, 1994, 2010, 2011, 2020, 2021, 2022 et 2023. - Coupe d'Irlande : 25 (record) - Vainqueur : 1925, 1929, 1930, 1931, 1932, 1933, 1936, 1940, 1944, 1945, 1948, 1955, 1956, 1962, 1964, 1965, 1966, 1967, 1968, 1969, 1978, 1985, 1986, 1987 et 2019. - Finaliste : 1922, 1926, 1946, 1957, 1958, 1984, 1991, 2003, 2010 et 2020. - Coupe de la Ligue d'Irlande : 2 - Vainqueur : 1977 et 2013. - Finaliste : 1979, 1982, 1987, 1988, 1999 et 2012. - Coupe du Président : 2 - Vainqueur : 2022 et 2024 | Anciennes compétitions - League of Ireland Shield (1921-1973) : 18 (record) - Vainqueur : 1925, 1927, 1932, 1933, 1935, 1938, 1942, 1950, 1955, 1956, 1957, 1958, 1963, 1964, 1966 et 1968. - Dublin City Cup (1934-1984) : 10 - Vainqueur : 1945, 1948, 1953, 1955, 1957, 1958, 1960, 1964, 1967 et 1984. - Top Four Cup (1955-1974) : 3 - Vainqueur : 1956, 1958 et 1966. - Supercoupe d'Irlande (1998-2000) : 1 - Vainqueur : 1998. |
| Compétitions All-Ireland (Irlande et Irlande du Nord) | Compétitions régionales |
| - Coupe intercité Dublin-Belfast (1941-1949) : 4 - Vainqueur : 1943, 1946, 1947 et 1949. - Blaxnit Cup (1967-1974) : 1 - Vainqueur : 1968. - Tyler Cup (1977-1981) : 1 - Vainqueur : 1979. - Setanta Sports Cup : - Vainqueur : 2011 et 2013. | - Leinster Senior League : 3 - Vainqueur : 1922, 1925 et 1940. - Leinster Senior Cup : 16 - Vainqueur : 1923, 1927, 1929, 1930, 1933, 1938, 1953, 1955, 1956, 1957, 1958, 1964, 1969, 1982, 1985 et 1997. |

### Records
- La plus large victoire du club a lieu le 28 octobre 1928 à Milltown contre les Bray Unknowns : 11 buts à 0.
- La plus large défaite s'établit sur le score de 0-7. Ce résultat est enregistré à trois reprises dans l'histoire des Rovers : le 22 avril 1937 contre Saint James's Gate FC, le 31 août 1938 contre Cork City FC et lors de la Coupe UEFA 1994-1995 contre Górnik Zabrze.
- Le plus grand nombre de buts marqués par un joueur des Shamrock Rovers lors d'une saison est de 27 buts. Ce record est établi par Bob Fullam lors de la saison 1922-1923[63].
- Les trois meilleurs buteurs du club en championnat sont :
  - Paddy Ambrose, 109 buts[63]
  - Paddy Coad, 104 buts[64]
  - Bob Fullam, 92 buts[65]
- Les deux meilleurs buteurs du club en Coupe d'Irlande sont :
  - Paddy Coad, 37 buts
  - Liam Tuohy, 20 buts

### Bilan européen
Les Shamrock Rovers ont une longue histoire en coupes d'Europe. Il s’agit du premier club irlandais à se qualifier pour une compétition européenne. Il y participe de façon très régulière entre 1960 et 1980. Tout au long de leur participation, leur bilan global dans le football européen est très pauvre, mais, replacé à l’échelle irlandaise, le club a connu quelques succès notoires, notamment en Coupe Intertoto. Les Rovers sont les premiers Irlandais à battre des clubs turcs et polonais. Ils ont aussi à leur tableau de chasse des clubs luxembourgeois, chypriotes, islandais, allemands et serbes. La plus large victoire européenne est obtenue en 1982 avec un 7-0 (3-0 ; 4-0) contre le club islandais du Fram Reykjavik. Ils sont le premier club irlandais à atteindre la phase de poules de la Ligue Europa (saison 2011-2012), après une victoire 3-2 (1-1 ; 2-1 après prolongation) contre le Partizan Belgrade. Ils affrontent Tottenham, Rubin Kazan et le PAOK Salonique et terminent dernier de leur poule.
La saison 2024 est particulièrement exceptionnelle pour les Shamrock Rovers. Qualifiés pour le premier tour de la qualification de la Ligue des champions, les Hoops réussisent à atteindre le tour de poule de la Ligue conférence. C'est la troisième fois qu'ils se qualifient pour une phase de groupe européenne. Ils sont le premier club irlandais à le faire. La phase de groupe est une grande réussite puisqu'il ne perdent qu'une seule rencontre, contre le géant londonien du Chelsea FC. Mais avec trois victoires contre Larne FC, The New Saints et FK Borac Banja Luka et deux matchs nuls contre Omonia Nicosie et le Rapid Vienne il se qualifient pour le tour de barrage à élimination directe. Ils sont ainsi le premier club irlandais à sortir d'une phase de groupe européenne. En barrages ils sont opposés aux norvégiens du Molde FK et remporte le match aller à Molde.

#### Bilan
| Compétition                | P  | M   | V  | N  | D  | BP  | BC  | Diff. |
| -------------------------- | -- | --- | -- | -- | -- | --- | --- | ----- |
| Ligue des champions (C1)   | 13 | 32  | 5  | 8  | 19 | 21  | 50  | -29   |
| Coupe des coupes (C2)      | 6  | 16  | 5  | 2  | 9  | 19  | 27  | -8    |
| Ligue Europa (C3)          | 13 | 46  | 13 | 7  | 26 | 45  | 82  | -37   |
| Ligue Conférence (C4)      | 5  | 24  | 8  | 5  | 11 | 27  | 32  | -5    |
| Coupe Intertoto            | 2  | 6   | 3  | 0  | 3  | 7   | 10  | -3    |
| Coupe des villes de foires | 2  | 4   | 0  | 2  | 2  | 4   | 6   | -2    |
| Total                      | 41 | 128 | 34 | 24 | 70 | 123 | 207 | -84   |

#### Résultats
Légende
- Victoire ou qualification pour le tour suivant
- Match nul
- Défaite ou élimination de la compétition

Note : dans les résultats ci-dessous, le score du club est toujours donné en premier
| Saison    | Compétition                | Tour                | Club                   | Domicile | Extérieur | Total               |
| --------- | -------------------------- | ------------------- | ---------------------- | -------- | --------- | ------------------- |
| 1957-1958 | Coupe des clubs champions  | Tour préliminaire   | Manchester United      | 0 - 6    | 2 - 3     | 2 - 9               |
| 1959-1960 | Coupe des clubs champions  | Tour préliminaire   | OGC Nice               | 1 - 1    | 2 - 3     | 3 - 4               |
| 1962-1963 | Coupe des coupes           | Seizièmes de finale | Botev Plovdiv          | 0 - 4    | 0 - 1     | 0 - 5               |
| 1963-1964 | Coupe des villes de foires | Seizièmes de finale | Valence CF             | 2 - 2    | 0 - 1     | 2 - 3               |
| 1964-1965 | Coupe des clubs champions  | Tour préliminaire   | Rapid Vienne           | 1 - 1    | 2 - 3     | 3 - 4               |
| 1965-1966 | Coupe des villes de foires | Seizièmes de finale | Real Saragosse         | 1 - 1    | 1 - 2     | 2 - 3               |
| 1966-1967 | Coupe des coupes           | Seizièmes de finale | Spora Luxembourg       | 4 - 1    | 4 - 1     | 8 - 2               |
| 1966-1967 | Coupe des coupes           | Huitièmes de finale | Bayern Munich          | 1 - 1    | 2 - 3     | 3 - 4               |
| 1967-1968 | Coupe des coupes           | Seizièmes de finale | Cardiff City           | 1 - 1    | 0 - 2     | 1 - 3               |
| 1968-1969 | Coupe des coupes           | Seizièmes de finale | Randers FC             | 1 - 2    | 0 - 1     | 1 - 3               |
| 1969-1970 | Coupe des coupes           | Seizièmes de finale | Schalke 04             | 2 - 1    | 0 - 3     | 2 - 4               |
| 1978-1979 | Coupe des coupes           | Seizièmes de finale | APOEL Nicosie          | 2 - 0    | 1 - 0     | 3 - 0               |
| 1978-1979 | Coupe des coupes           | Huitièmes de finale | Baník Ostrava          | 1 - 3    | 0 - 3     | 1 - 6               |
| 1984-1985 | Coupe des clubs champions  | Seizièmes de finale | Linfield FC            | 1 - 1    | 0 - 0     | 1 - 1E              |
| 1985-1986 | Coupe des clubs champions  | Seizièmes de finale | Budapest Honvéd        | 1 - 3    | 0 - 2     | 1 - 5               |
| 1986-1987 | Coupe des clubs champions  | Seizièmes de finale | Celtic FC              | 0 - 1    | 0 - 2     | 0 - 3               |
| 1987-1988 | Coupe des clubs champions  | Seizièmes de finale | Omonia Nicosie         | 0 - 1    | 0 - 0     | 0 - 1               |
| 1994-1995 | Coupe UEFA                 | Tour préliminaire   | Górnik Zabrze          | 0 - 1    | 0 - 7     | 0 - 8               |
| 1998      | Coupe Intertoto            | Premier tour        | Altay SK               | 3 - 2    | 1 - 3     | 4 - 5               |
| 2002-2003 | Coupe UEFA                 | Tour préliminaire   | Djurgårdens IF         | 1 - 3    | 0 - 2     | 1 - 5               |
| 2003      | Coupe Intertoto            | Premier tour        | Odra Wodzisław Śląski  | 2 - 1    | 1 - 0     | 3 - 1               |
| 2003      | Coupe Intertoto            | Deuxième tour       | Slovan Liberec         | 0 - 2    | 0 - 2     | 0 - 4               |
| 2010-2011 | Ligue Europa               | Deuxième tour Q     | Bnei Yehoudah Tel-Aviv | 1 - 1    | 1 - 0     | 2 - 1               |
| 2010-2011 | Ligue Europa               | Troisième tour Q    | Juventus FC            | 0 - 2    | 0 - 1     | 0 - 3               |
| 2011-2012 | Ligue des champions        | Deuxième tour Q     | Flora Tallinn          | 1 - 0    | 0 - 0     | 1 - 0               |
| 2011-2012 | Ligue des champions        | Troisième tour Q    | FC Copenhague          | 0 - 2    | 0 - 1     | 0 - 3               |
| 2011-2012 | Ligue Europa               | Barrages Q          | Partizan Belgrade      | 1 - 1    | 2 - 1     | 3 - 2               |
| 2011-2012 | Ligue Europa               | Groupe A            | Rubin Kazan            | 0 - 3    | 1 - 4     | Quatrième           |
| 2011-2012 | Ligue Europa               | Groupe A            | Tottenham Hotspur      | 0 - 4    | 1 - 3     | Quatrième           |
| 2011-2012 | Ligue Europa               | Groupe A            | PAOK Salonique         | 1 - 3    | 1 - 2     | Quatrième           |
| 2012-2013 | Ligue des champions        | Deuxième tour Q     | Ekranas Panevėžys      | 0 - 0    | 1 - 2     | 1 - 2               |
| 2015-2016 | Ligue Europa               | Premier tour Q      | Progrès Niederkorn     | 3 - 0    | 0 - 0     | 3 - 0               |
| 2015-2016 | Ligue Europa               | Deuxième tour Q     | Odds BK                | 0 - 2    | 1 - 2     | 1 - 4               |
| 2016-2017 | Ligue Europa               | Premier tour Q      | RoPS Rovaniemi         | 0 - 2    | 1 - 1     | 1 - 3               |
| 2017-2018 | Ligue Europa               | Premier tour Q      | Stjarnan               | 1 - 0    | 1 - 0     | 2 - 0               |
| 2017-2018 | Ligue Europa               | Deuxième tour Q     | FK Mladá Boleslav      | 2 - 3    | 0 - 2     | 2 - 5               |
| 2018-2019 | Ligue Europa               | Premier tour Q      | AIK Solna              | 0 - 1    | 1 - 1 ap  | 1 - 2               |
| 2019-2020 | Ligue Europa               | Premier tour Q      | SK Brann               | 2 - 1    | 2 - 2     | 4 - 3               |
| 2019-2020 | Ligue Europa               | Deuxième tour Q     | Apollon Limassol       | 2 - 1    | 1 - 3 ap  | 3 - 4               |
| 2020-2021 | Ligue Europa               | Premier tour Q      | NK Celje               | 2 - 2 ap | N/A       | 2 - 2 (12 - 11 tab) |
| 2020-2021 | Ligue Europa               | Deuxième tour Q     | AC Milan               | 0 - 2    | N/A       | 0 - 2               |
| 2021-2022 | Ligue des champions        | Premier tour Q      | Slovan Bratislava      | 2 - 1    | 0 - 2     | 2 - 3               |
| 2021-2022 | Ligue Europa Conférence    | Troisième tour Q    | Teuta Durrës           | 1 - 0    | 2 - 0     | 3 - 0               |
| 2021-2022 | Ligue Europa Conférence    | Barrages Q          | Flora Tallinn          | 0 - 1    | 2 - 4     | 2 - 5               |
| 2022-2023 | Ligue des champions        | Premier tour Q      | Hibernians FC          | 3 - 0    | 0 - 0     | 3 - 0               |
| 2022-2023 | Ligue des champions        | Deuxième tour Q     | Ludogorets Razgrad     | 2 - 1    | 0 - 3     | 2 - 4               |
| 2022-2023 | Ligue Europa               | Troisième tour Q    | KF Shkupi              | 3 - 1    | 2 - 1     | 5 - 2               |
| 2022-2023 | Ligue Europa               | Barrages Q          | Ferencváros TC         | 1 - 0    | 0 - 4     | 1 - 4               |
| 2022-2023 | Ligue Europa Conférence    | Groupe F            | KAA La Gantoise        | 1 - 1    | 0 - 3     | Quatrième           |
| 2022-2023 | Ligue Europa Conférence    | Groupe F            | Molde FK               | 0 - 2    | 0 - 3     | Quatrième           |
| 2022-2023 | Ligue Europa Conférence    | Groupe F            | Djurgårdens IF         | 0 - 0    | 0 - 1     | Quatrième           |
| 2023-2024 | Ligue des champions        | Premier tour Q      | Breiðablik Kópavogur   | 0 - 1    | 1 - 2     | 1 - 3               |
| 2023-2024 | Ligue Europa Conférence    | Deuxième tour Q     | Ferencváros TC         | 0 - 2    | 0 - 4     | 0 - 6               |
| 2024-2025 | Ligue des champions        | Premier tour Q      | Víkingur Reykjavik     | 2 - 1    | 0 - 0     | 2 - 1               |
| 2024-2025 | Ligue des champions        | Deuxième tour Q     | Sparta Prague          | 0 - 2    | 2 - 4     | 2 - 6               |
| 2024-2025 | Ligue Europa               | Troisième tour Q    | NK Celje               | 3 - 1 ap | 0 - 1     | 3 - 2               |
| 2024-2025 | Ligue Europa               | Barrages Q          | PAOK Salonique         | 0 - 2    | 0 - 4     | 0 - 6               |
| 2024-2025 | Ligue Conférence           | Phase de ligue      | APOEL Nicosie          | 1 - 1    | N/A       | 10e                 |
| 2024-2025 | Ligue Conférence           | Phase de ligue      | Larne FC               | N/A      | 4 - 1     | 10e                 |
| 2024-2025 | Ligue Conférence           | Phase de ligue      | The New Saints         | 2 - 1    | N/A       | 10e                 |
| 2024-2025 | Ligue Conférence           | Phase de ligue      | Rapid Vienne           | N/A      | 1 - 1     | 10e                 |
| 2024-2025 | Ligue Conférence           | Phase de ligue      | FK Borac Banja Luka    | 3 - 0    | N/A       | 10e                 |
| 2024-2025 | Ligue Conférence           | Phase de ligue      | Chelsea FC             | N/A      | 1 - 5     | 10e                 |
| 2024-2025 | Ligue Conférence           | Barrages            | Molde FK               | 0 - 1 ap | 1 - 0     | 1 - 1 (5 - 4 tab)   |
| 2025-2026 | Ligue Conférence           | Deuxième tour Q     | St Joseph's FC         | 0 - 0    | 4 - 0     | 4 - 0               |
| 2025-2026 | Ligue Conférence           | Troisième tour Q    | KF Ballkani            | 4 - 0    | 0 - 1     | 4 - 1               |
| 2025-2026 | Ligue Conférence           | Barrages Q          | CD Santa Clara         | -        | -         | -                   |

## Joueurs

### Liste des managers
| #  | Nom                     | Période   |
| -- | ----------------------- | --------- |
| 1  | Jimmy Dunne             | 1937-1942 |
| 2  | Bob Fullam              | 1942-1945 |
| 3  | Jimmy Dunne             | 1947-1949 |
| 4  | Paddy Coad              | 1949-1960 |
| 5  | Albie Murphy            | 1960-1961 |
| 6  | Seán Thomas             | 1961-1964 |
| 7  | Liam Tuohy              | 1964-1969 |
| 8  | Arthur Fitzsimons       | 1969-1969 |
| 9  | Frank O'Neill           | 1969-1971 |
| 10 | Billy Young             | 1971-1971 |
| 11 | Paddy Ambrose (intérim) | 1971-1972 |

| #  | Nom                  | Période   |
| -- | -------------------- | --------- |
| 12 | Liam Tuohy           | 1972-1973 |
| 13 | Keogh/Wood (interim) | 1973-1974 |
| 14 | Mick Meagan          | 1974-1976 |
| 15 | Seán Thomas          | 1976-1977 |
| 16 | Johnny Giles         | 1977-1983 |
| 17 | Noel Campbell        | 1983-1983 |
| 18 | Jim McLaughlin       | 1983-1986 |
| 19 | Dermot Keely         | 1986-1988 |
| 20 | Noel King            | 1988-1992 |
| 21 | Ray Treacy           | 1992-1996 |
| 22 | O'Neill/Eviston      | 1996-1996 |

| #  | Nom                    | Période   |
| -- | ---------------------- | --------- |
| 23 | Pat Byrne              | 1996-1997 |
| 24 | Mick Byrne             | 1997-1999 |
| 25 | Damien Richardson      | 1999-2002 |
| 26 | Liam Buckley           | 2002-2004 |
| 27 | Noel Synnott (interim) | 2004      |
| 28 | Roddy Collins          | 2004-2005 |
| 29 | Alan O'Neill (interim) | 2005      |
| 30 | Pat Scully             | 2006-2008 |
| 31 | Jim Crawford (intérim) | 2008      |
| 32 | Michael O'Neill        | 2009-2011 |
| 33 | Stephen Kenny          | 2012      |

| #  | Nom             | Période                  |
| -- | --------------- | ------------------------ |
| 34 | Brian Laws      | 2012                     |
| 35 | Trevor Croly    | 2012-juil 2014           |
| 36 | Pat Fenlon      | août 2014 - juillet 2016 |
| 37 | Stephen Bradley | juillet 2016 -           |
| 38 |                 |                          |

### Récipiendaires du trophée de joueur de l'année
Chaque saison, les supporters du club élisent le joueur qui s'est montré le plus performant à leurs yeux dans l'équipe. Seuls trois joueurs ont réussi à remporter ce titre deux années consécutivement : Liam Buckley en 1982 et 1983, Dave Connell (en) en 1991 et 1992 et Barry Murphy (en) en 2013 et 2014.
Dans le tableau ci-dessous, tous les joueurs sont irlandais sauf mention contraire.
| #  | Nom                 | Saison    |
| -- | ------------------- | --------- |
| 1  | Robbie Gaffney (en) | 1979-1980 |
| 2  | Harry Kenny (en)    | 1980-1981 |
| 3  | Liam Buckley        | 1981-1982 |
| 4  | Liam Buckley        | 1982-1983 |
| 5  | Alan Campbell       | 1983-1984 |
| 6  | Pat Byrne           | 1984-1985 |
| 7  | Mick Neville (en)   | 1985-1986 |
| 8  | Jody Byrne (en)     | 1986-1987 |
| 9  | Mick Byrne          | 1987-1988 |
| 10 | Jody Byrne (en)     | 1988-1989 |
| 11 | Vinny Arkins        | 1989-1990 |
| 12 | Dave Connell (en)   | 1990-1991 |

| #  | Nom               | Saison    |
| -- | ----------------- | --------- |
| 13 | Dave Connell (en) | 1991-1992 |
| 14 | Peter Eccles      | 1992-1993 |
| 15 | Alan Byrne        | 1993-1994 |
| 16 | Gino Brazil       | 1994-1995 |
| 17 | Alan O'Neill      | 1995-1996 |
| 18 | Tony Cousins      | 1996-1997 |
| 19 | Matt Britton      | 1997-1998 |
| 20 | Tony O'Dowd       | 1998-1999 |
| 21 | Terry Palmer      | 1999-2000 |
| 22 | Tony Grant        | 2000-2001 |
| 23 | Shane Robinson    | 2001-2002 |
| 24 | Noel Hunt         | 2002-2003 |

| #  | Nom                   | Saison |
| -- | --------------------- | ------ |
| 25 | Glen Fitzpatrick (en) | 2003   |
| 26 | Trevor Molloy (en)    | 2004   |
| 27 | Barry Murphy (en)     | 2005   |
| 28 | Aidan Price           | 2006   |
| 29 | Ger O'Brien (en)      | 2007   |
| 30 | Darragh Maguire       | 2008   |
| 31 | Gary Twigg            | 2009   |
| 32 | Stephen Rice (en)     | 2010   |
| 33 | Craig Sives           | 2011   |
| 34 | Ronan Finn            | 2012   |
| 35 | Barry Murphy (en)     | 2013   |
| 36 | Barry Murphy (en)     | 2014   |

| #  | Nom                 | Saison |
| -- | ------------------- | ------ |
| 37 | Brandon Miele (en)  | 2015   |
| 38 | Simon Madden (en)   | 2016   |
| 39 | Gary Shaw           | 2017   |
| 39 | Lee Grace (en)      | 2018   |
| 40 | Jack Byrne          | 2019   |
| 41 | Roberto Lopes       | 2020   |
| 42 | Danny Mandroiu (en) | 2021   |
| 43 | Rory Gaffney        | 2022   |
| 44 | Lee Grace           | 2023   |
| 45 | Dylan Watts         | 2024   |

## Les autres équipes

### Équipe réserve

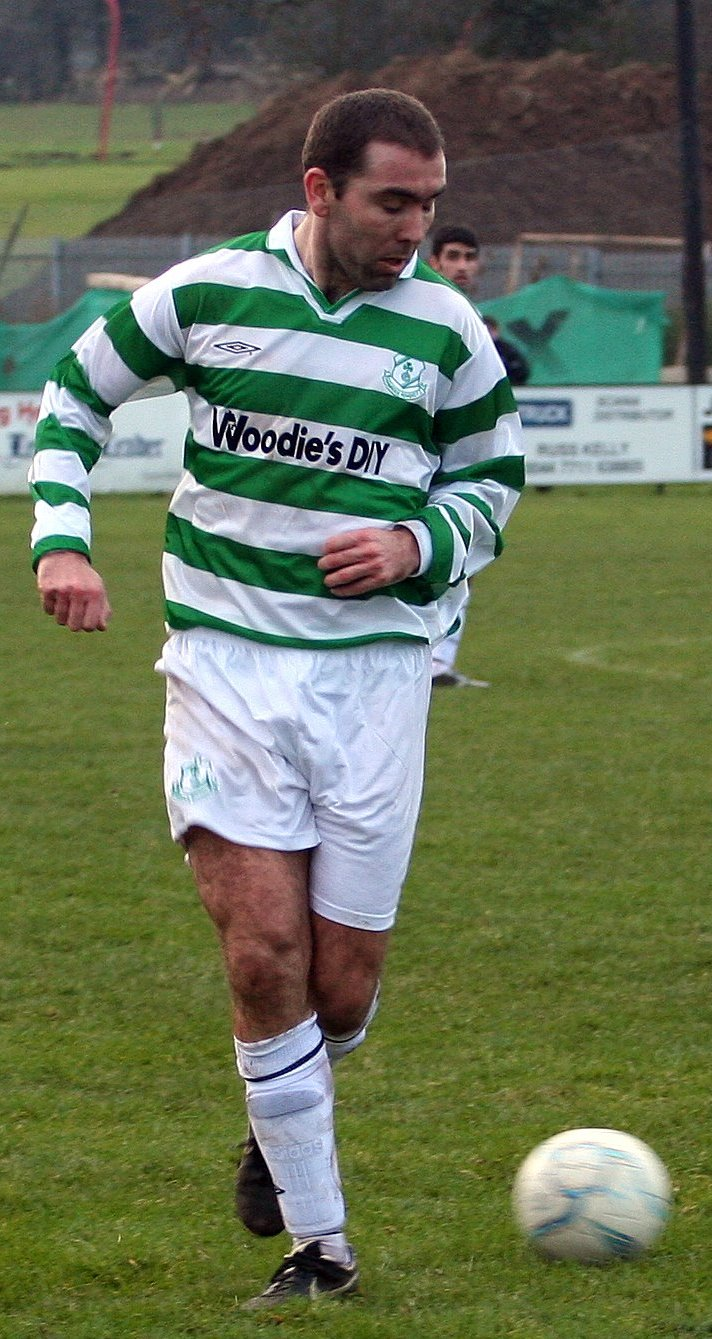
Andy Myler lors d'un match amical contre Kildare en février 2007.

Les Shamrock Rovers ont engagé une équipe dans le A’Championship qui est une compétition nationale gérée par la fédération irlandaise de football et qui regroupe deux types d’équipes : les équipes réserves des clubs professionnels déjà présents en Championnat d'Irlande de football et des équipes qui aspirent à entrer dans le championnat national. C'est le troisième niveau dans l'organisation du football irlandais.
L'équipe réserve des Shamrock Rovers est entraînée par Andy Myler, un ancien joueur de l'équipe première. Elle joue ses matchs au Tallaght Stadium depuis le début de la saison 2009.

### Équipes de jeunes
Les Shamrock Rovers et le club de Tallaght Town AFC fusionnent en 1997 pour former une nouvelle section de formation des jeunes originaires de Tallaght et de tout le sud-ouest de Dublin. Toutes les équipes, engagées dans le championnat du Leinster ou dans le championnat scolaire de Dublin, portent le nom des Shamrock Rovers. Les équipes sont formées en fonction de classes d’âge, depuis les moins de sept ans jusqu’aux moins de 18 ans. Il y a actuellement 16 équipes qui font jouer un total de 208 jeunes footballeurs. Elles sont encadrées par 35 entraîneurs. Les matchs ont lieu dans les stades de Carolan Park, Dodder Valley Park et Tymon Park.

### Équipe féminine
L'équipe féminine des Shamrock Rovers disputent l'édition inaugurale du Championnat d'Irlande de football féminin lors de la saison 2011-2012. Elle remporte cinq Coupes d'Irlande consécutives, de 1997 à 2001.
Le 7 octobre 2022 les Shamrock Rovers confirment leur candidature pour intégrer le championnat pour la saison 2023. Ils nomment un entraîneur, Collie O’Neill, pour construire une équipe avec comme base les jeunes filles de l'équipe des moins de 19 ans.

## Couleurs et symboles
| Avant 1926 · à domicile | 1926-2007 · à domicile | depuis 2007 · à domicile | années 1980 · à l'extérieur | 2009 · à l’extérieur |

Jusqu’en 1926, les Shamrock Rovers arborent une tenue rayée verticalement vert et blanc mais suivant une suggestion d’un des membres du comité directeur, John Sheridan, ils adoptent alors le maillot portant des rayures horizontales vertes sur fond blanc. Il existe alors de très fortes relations entre les Rovers basés à Dublin et le Belfast Celtic. Le maillot des Rovers choisi en 1926 provient donc directement de Belfast. Le premier match avec les nouvelles couleurs a lieu le 9 janvier 1927 à Shelbourne Park contre le club de Bray Unknowns. Les « Hoops », car tel est le nouveau surnom de l’équipe, perdent le match par 3 buts à 0. Les anciens membres du club veulent alors abandonner le nouveau maillot. Malgré la défaite, les nouvelles couleurs sont adoptées et toujours portées au début du XXIe siècle. Au début de la saison 2007, le maillot est modifié : les anneaux verts ne font plus le tour du maillot. Ils se transforment en bandes vertes horizontales.

Blason avant 2006

Les couleurs portées lors des matchs à l’extérieur ont beaucoup varié tout au long de l’histoire du club. Au début des années 1980, le club porte un maillot jaune. Au milieu des années 1990, le maillot devient blanc avec des anneaux violets. En 2009, le maillot officiel est violet avec quelques garnitures noires. Le troisième jeu de maillots est de couleur verte.
Le blason du club présente un ballon de football et un shamrock (un trèfle). Le shamrock est présent depuis la création du club. Le blason n’a que très peu évolué : les changements portent sur le style du trèfle et la largeur des lignes diagonales. En 2005, une étoile est ajoutée au-dessus du blason pour signifier que le club a remporté dix championnats d’Irlande.
Après la prise en main du club par les supporters, le noir devient la troisième couleur officielle du club pour symboliser la perte de Glenmalure Park. Il est aussi décidé que le numéro 12 ne serait plus porté par un joueur sur un terrain de football : il devient le symbole des supporters du club.

## Supporters et rivalités
La majorité des supporters des Shamrock Rovers sont originaires des quartiers sud de l’agglomération de Dublin, mais la capacité d’attraction du club soulève des soutiens de toute l’île d’Irlande. Depuis sa fondation, le club véhicule un fort et fier attachement à l’identité nationale irlandaise, et cela se retrouve parmi les supporters qui régulièrement marquent leur présence par des drapeaux et des bannières aux couleurs de l’État d’Irlande. Il existe aussi dans l’entourage du club un groupe de supporters ultras, les SRFC Ultras. Ce groupe est lié à d’autres groupes ultras en Europe, comme ceux des clubs de l'AS Rome, du Panathinaikos ou d'Hammarby IF. Les Rovers sont le premier club irlandais à compter parmi ses supporters une section ultra. Cela inspire nombre de ses concurrents parmi les clubs irlandais.

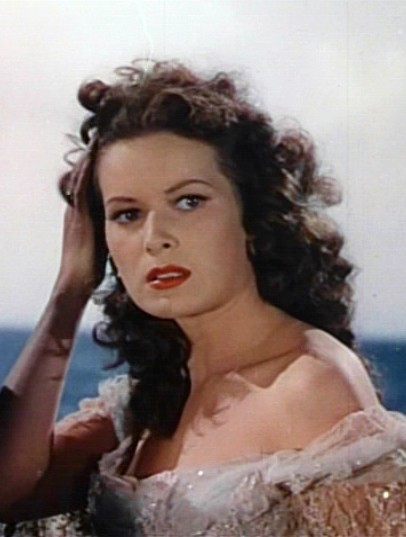
Maureen O'Hara : « I was mad about Rovers »

Les supporters des Shamrock Rovers publient plusieurs fanzines. Parmi les célébrités qui soutiennent le club se trouvent par exemple Maureen O'Hara dont le père a été un temps copropriétaire du club, et Colin Farrel dont le père et l’oncle ont joué sous ses couleurs.
Pendant les années 1970, Glenmalure Park réunit régulièrement plus de 20 000 personnes dans ses gradins, mais la majorité du public irlandais délaisse peu à peu les matchs irlandais au profit des retransmissions télévisées du football anglais. Les Shamrock Rovers subissent donc cette désaffection comme tous les autres clubs irlandais et les quatre victoires consécutives en championnat au milieu des années 1980 ne renversent pas et ne limitent même pas cette tendance, les affluences à ce moment-là n’étant au mieux que de 5 000 personnes. Après la vente de Milltown, une grande partie des supporters arrêtent complètement de suivre le club. Pendant les années d’errance de stade en stade, et tout particulièrement pendant les deux années d’« émigration » dans les quartiers nord de Dublin, les affluences aux matchs sont particulièrement désastreuses. Un léger mieux est enregistré pendant les six années passées au RDS. Aujourd’hui, les Shamrock Rovers ne peuvent compter que sur 2 500 abonnés à l’année.
Tout au long de l’histoire des Shamrock Rovers, le club a eu à partager des rivalités de différentes importances et intensités. Jusqu’aux années 1970, le principal rival dublinois est le club de Drumcondra FC. Les derbys de Dublin contre Shelbourne FC et St. Patrick's Athletic FC sont toujours des matchs à part. Le club a aussi de fortes rivalités avec les clubs de Waterford United et Dundalk FC. Ces rivalités retracent plus les périodes de gloire des différentes équipes qu’elles ne sont le résultat d’une véritable animosité. Car le seul et véritable ennemi pour les supporters des Shamrock Rovers est le club de la banlieue nord de Dublin, le Bohemian FC. C’est une opposition extrêmement passionnée et souvent amère qui s’est développée pendant les années 1970. On lui doit de très fortes affluences lors des derbys.

## Structures et aspects économiques

### Statuts du club
Le Shamrock Rovers Football Club est une société en commandite par actions. Celle-ci est dirigée par le Club des Membres des Shamrock Rovers. Pour diriger le club, cette association place Jonathan Roche à sa tête, aidé par un bureau directeur de neuf membres.
Le Club des Membres des Shamrock Rovers est créé en novembre 2002 par le bureau directeur de club dans le but de récolter de l’agent parmi les supporters afin de faciliter la mise en place d’une hypothèque pour favoriser le développement du projet de stade à Tallaght. Le montant de la souscription est de 40€ par mois. Rapidement il devient évident que les fonds recueillis sont utilisés par la direction du club à d’autres fins que son objectif pourtant clairement déclaré. En conséquence, les membres donataires prennent le contrôle de l’association et la réorganise avec une structure transparente et un règlement interne clair. Il prend le nom de Club des 400 et se désolidarise de la direction du club.
Le club des 400 joue un rôle crucial dans la survie des Shamrock Rovers quand celui-ci est mis sous tutelle au moyen de la procédure dite d'Examinership en avril 2005. Il paye une partie des dettes pour ensuite assumer la direction du club. Après le succès de l’acquisition du club, le club des 400 devient de facto le conseil d’administration du Shamrock Rovers Football Club et s'engage dans un processus de construction d’un club durable à la pointe des pratiques commerciales. Lors de l’assemblée générale annuelle de 2008, l’abonnement mensuel est porté à 50 € par mois. C’est la première augmentation de capital depuis la prise en main du club. Actuellement, le club compte plus de 500 membres. L’adhésion est ouverte à tous les supporters du club.

### Stades

#### Glenmalure Park
Le 11 septembre 1926, les Shamrock Rovers jouent leur premier match sur le terrain de Glenmalure Park dans le quartier de Milltown à Dublin contre Dundalk FC. Auparavant, les Rovers avaient utilisé plusieurs autres stades : Ringsend Park, Shelbourne Park, Windy Harbour et un autre terrain à Milltown. L’inauguration officielle a lieu la semaine suivante avec l’organisation d’un match amical contre le Belfast Celtic. Le nom du stade lui a été donné par la famille Cunningham en souvenir de leur vallée d’origine, la vallée de Glenmalure dans les montagnes de Wicklow. Les Cunningham firent quelques travaux en rénovant les terrasses entourant le terrain et en construisant un toit au-dessus de la terrasse opposée à la tribune principale. Le stade resta quasiment inchangé jusqu’à sa démolition en 1990. La capacité du stade était alors de 20 000 places dont seulement 1 000 assises. Le record de spectateurs date de 1968 avec 28 000 spectateurs pour un match contre Waterford United.
En 1987, la famille Kilcoyne, qui était propriétaire des Shamrock Rovers depuis 1972 et qui avait acquis récemment le terrain de Glenmalure, décide de vendre le stade à des investisseurs immobilier. Le dernier match joué à Miltown est une demi-finale de Coupe d'Irlande de football contre les Sligo Rovers le 12 avril 1987. Le match est troublé par l’envahissement du terrain par des supporters manifestant contre la vente d’un lieu emblématique de l’histoire du club.

#### Tallaght Community Stadium
Tallaght Stadium est le tout nouveau stade du club. Sa mise à disposition pour les matchs joués à domicile s'est faite au commencement de la saison 2009 dans une configuration réduite à 3 300 places car seule la tribune principale est alors terminée. Au cours de l'été 2009, le stade ouvre une nouvelle tribune latérale, située en face de la tribune officielle et pouvant accueillir 2 700 personnes assises. Cela porte la capacité d'accueil du Tallaght Stadium à 6 000 places.
En août 2009, les Shamrock Rovers accueillent pour un match amical le club espagnol du Real Madrid alors en phase de préparation. Pour satisfaire la demande populaire, des tribunes provisoires sont installées derrière les buts et 10 900 personnes peuvent ainsi assister à la rencontre.

### Sponsors et équipementiers
Les sponsors sont essentiels dans tous les sports de haut niveau et le football n'échappe pas à cette règle. Il convient donc de présenter les sponsors des Shamrock Rovers qui sont une manne financière importante pour le club. Voici la liste des sponsors du club pour la saison 2009 :
| Sponsors principaux                 | Sponsors secondaires |
| Pepper Money (en) (sponsor maillot) | Hyundai              |
| New Balance (équipementier)         | BoyleSports (en)     |
|                                     | Beacon Hospital (en) |

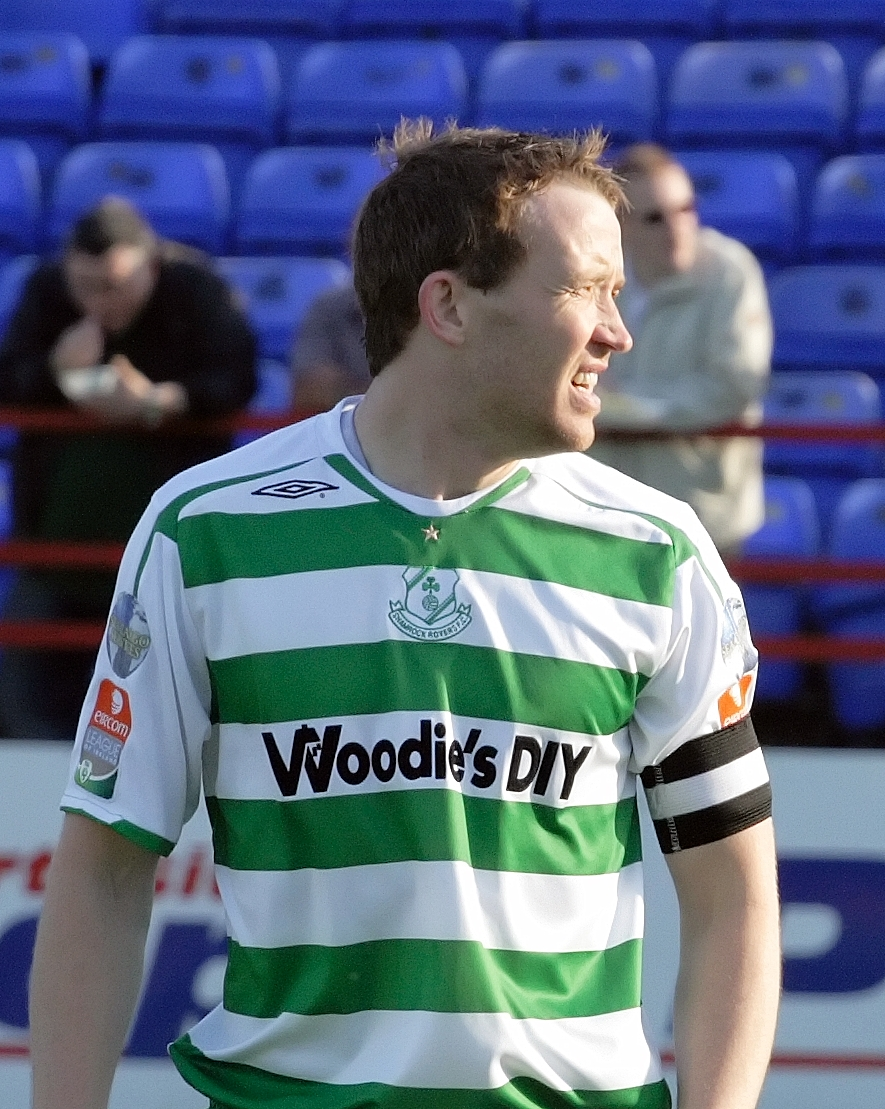
Aidan Price sous le maillot des Shamrock Rovers en 2008

Les Rovers ont aussi mis en place un système de sponsoring temporaire permettant à des entreprises locales de sponsoriser un match ou même le ballon du match. Cela permet à ces entreprises de bénéficier dune exposition publique le temps d’une rencontre, de bénéficier d’une infrastructure de communication directe envers ses clients et en même temps au club de pouvoir ainsi bénéficier de rentrées d’argent, certes petites, mais multiples et régulières. Ce système de sponsoring permet aussi au club de rester en contact rapproché avec le tissu économique local.